# نبرد رافیا
نبرد رافیا یا نبرد غزه نبردی بود از رشته جنگ‌های سوری که در تاریخ ۲۲ ژوئن ۲۱۷ پیش از میلاد نزدیک رفح کنونی میان نیروهای بطلمیوس چهارم از دودمان بطلمیوسی و آنتیوخوس سوم سلوکی درگرفت. بطلمیوس دارای ۷۰هزار پیاده‌نظام، ۶هزار سواره‌نظام و ۷۳ پیل جنگی بود. آنتیوخوس نیز ۶۲ هزار پیاده، ۶هزار سواره و ۱۰۳ فیل داشت.
سرانجام این نبرد شکست آنتیوخوس و دستیابی مصر بر میانهٔ سوریه بود. البته چیرگی بطلمیوسیان بر این سرزمین چندان به درازا نکشید چرا که در ۱۹۸ (پیش از میلاد) و در نبرد پانیوم آنتیوخوس توانست فرزند جوان بطلمیوس-بطلمیوس پنجم- را شکست داده و تا یهودیه پیش‌روی کند.